# Локтыши
Локтыши́ (бел. Лактышы́) — деревня в Ганцевичском районе Брестской области Белоруссии, в составе Начского сельсовета. Население — 261 человек (2019).

## География
Локтыши находятся в 22 км к северо-востоку от Ганцевичей на северном берегу водохранилища Локтыши рядом с местом, где в водохранилище втекает река Лань. Деревня находится близ границы с Минской областью. Местные дороги ведут в соседние деревни. Ближайшая ж/д станция — в Ганцевичах (линия Барановичи — Лунинец).

## История
Первое упоминание о Локтышах датируется XVI веком. В 1792 году построена православная деревянная Николаевская церковь.
После второго раздела Речи Посполитой (1793) в составе Российской империи, в Слуцком уезде Минской губернии, собственность рода Радзивиллов.
В 1864 году построено новое здание Николаевской церкви, также из дерева. В 1886 году — 51 двор, 518 жителей, работала водяная мельница. Согласно переписи 1897 года — 111 дворов, 851 житель, работали церковь, хлебозапасный магазин, питейный дом. В 1909 году деревня насчитывала 182 дома и 1091 жителя.
Согласно Рижскому мирному договору (1921) деревня вошла в состав межвоенной Польши, где принадлежала Лунинецкому повету Полесского воеводства. В 1921 году деревня насчитывала 42 дома и 249 жителей. С 1939 года в составе БССР.
С июня 1941 года по 5 июля 1944 года оккупирована немцами, погибли 12 жителей. В 1950-х годах уничтожена Николаевская церковь. Существовавшая на кладбище деревянная часовня разобрана в 1980-х годах, после 1985 года перед местом часовни построена колокольня.